# Ctenitis salvinii
Ctenitis salvinii är en träjonväxtart som först beskrevs av Bak., och fick sitt nu gällande namn av Robert G. Stolze. Ctenitis salvinii ingår i släktet Ctenitis och familjen Dryopteridaceae. Inga underarter finns listade.